# ルートヴィヒ・フォン・デア・プフォルテン

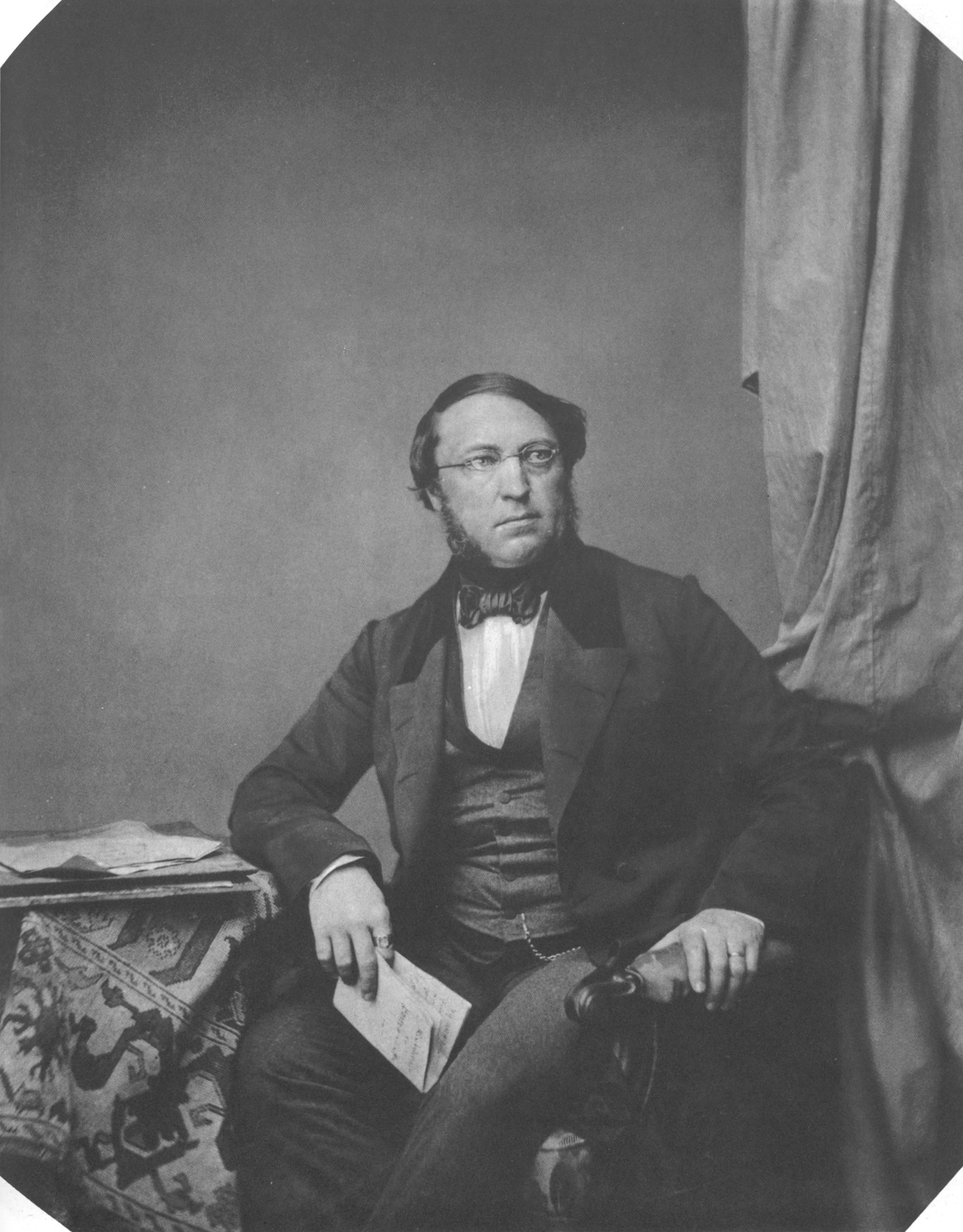
フォン・デア・プフォルテン（1855年頃）

ルートヴィヒ・カール・ハインリヒ・フォン・デア・プフォルテン男爵（Ludwig Karl Heinrich Freiherr von der Pfordten, 1811年9月11日 - 1880年8月18日）は、バイエルン王国およびザクセン王国の政治家・法学者。クリミア戦争と普墺戦争の時期、2度にわたりバイエルン王国首相を務めた。

## 経歴
フォン・デア・プフォルテンはリート・イム・インクライス郡に生まれ、ハイデルベルク大学、イェーナ大学で法学を学んだ。1833年に教授資格を取得し、ヴュルツブルク大学で1834年にローマ法の准教授、1836年に正教授となった。1843年にライプツィヒ大学教授に転じ、1845年に学長となり、ザクセンの自由主義運動を指導した。
このため1848年にザクセン王国のカール・ブラウン内閣で内相兼文化相（および短期間外相）に任命された。1849年2月に内閣が退陣した後、1849年4月にバイエルン王国外相に任命され、同年12月には首相となった。オーストリア帝国・プロイセン王国に対抗しうる第三極をドイツ連邦内に形成しようと図ったものの、それが実現不可能であることが明らかになったクリミア戦争後の1859年に辞任した。以後はフランクフルト・アム・マインのドイツ連邦会議でバイエルン代表を務める。
1864年に即位したルートヴィヒ2世はフォン・デア・プフォルテンを改めて首相に任命した。1866年の普墺戦争に際してはプロイセンとオーストリアの仲介役を務めようとしたが、結局戦争に巻き込まれてオーストリアに与したバイエルンは敗北、同年12月に辞任した。
ミュンヘンで死去した。